# Ruth Gillmore
Ruth Emily Gillmore (26 de octubre de 1899 - 12 de febrero de 1976) fue una actriz estadounidense nacida en Inglaterra.

## Primeros años
Gillmore era hija de Frank Gillmore, expresidente de Actors' Equity, y de la actriz Laura MacGillivray y hermana de la actriz Margalo Gillmore. Su tía abuela era la actriz-mánager británica Sarah Thorne, y sus tíos abuelos eran los actores Thomas Thorne y George Thorne. Es la cuarta generación de actores por parte de padre.

## Carrera
La primera aparición profesional de Gillmore fue como niño nonato en la obra de Maurice Maeterlinck The Betrothal, en Nueva York, en 1918. Sus últimas apariciones en el teatro incluyeron a Edie Upton en The Robbery (1921),[cita requerida] Jeanne en The Nest (1922), The '49ers (1922), No Sirree! (1922), Gail Carlton en No More Frontiers (1931), y Mrs Howard en The Farmer Takes a Wife (1934-5).
Se casó con el productor teatral Max Sonino en Florencia, Italia, en 1926. Él produjo la obra No More Frontiers (1931), en la que ella apareció. Juntos tradujeron las obras italianas Finding Oneself (1933), de Luigi Pirandello, y Gutlibi y The Bells of San Lucio de Giovacchino Forzano. Su hija fue Mildred Sonino.
Gillmore enseñó oratoria y arte dramático en la Buckley School.

## Vida personal y muerte
Con su hermana Margalo Gillmore fue miembro de la Mesa redonda del Algonquín.
Gillmore murió en Nantucket, Massachusetts, el 12 de febrero de 1976, a los 76 años.